# Etien Velikonja
Etien Velikonja (San Pietro-Vertoiba, 26 dicembre 1988) è un calciatore sloveno, attaccante del Kras.

## Palmarès

### Club

#### Competizioni nazionali
- Campionato sloveno: 1

Maribor: 2011-2012
- Coppa di Slovenia: 1

Maribor: 2011-2012

### Individuale
- Capocannoniere del campionato sloveno: 1

2008-2009
- Capocannoniere della Coppa di Slovenia: 1

2011-2012 (6 reti)
- Capocannoniere del campionato belga di seconda divisione: 1

2015-2016